# Lakshmeshwar
Lakshmeshwar é um cidade no distrito de Gadag, no estado indiano de Karnataka.

## Geografia
Lakshmeshwar está localizada a 15° 08′ N, 75° 28′ L. Tem uma altitude média de 634 metros (2080 pés).

## Demografia
Segundo o censo de 2001, Lakshmeshwar tinha uma população de 33 411 habitantes. Os indivíduos do sexo masculino constituem 51% da população e os do sexo feminino 49%. Lakshmeshwar tem uma taxa de literacia de 62%, superior à média nacional de 59,5%: a literacia no sexo masculino é de 70% e no sexo feminino é de 53%. Em Lakshmeshwar, 13% da população está abaixo dos 6 anos de idade.